# 塔罗斯的法则
《塔罗斯的法则》是一部2014年发布的解谜游戏，由Croteam开发，數碼轉讓人发行。其可下载内容（DLC）《地狱之路》（Road to Gehenna）在2015年7月23日发布。其名称是从希腊神话中塔罗斯取来的。游戏中类似来自神话和宗教的名字还有埃洛希姆、欣嫩子谷、弥尔顿、輪迴、烏列爾。

## 玩法
《塔罗斯法则》是第一人称视角或者第三人称视角的基于故事的解谜游戏。玩家以具有人类意识的机器人的角色探索具有超过120个谜题的世界。世界的环境包括绿地，沙漠和石化文明废墟。
解谜要求玩家通过探索封闭空间，避开障碍物收集四格骨牌样式的符咒。障碍物包括靠太近即爆炸的自动机，会射杀玩家的自动机枪等。如果玩家死亡，该谜题会重新开始。自动机和机枪可用“干扰器”冻结，干扰器也可以清除阻挡玩家的结界。随着玩家解开谜题，收集越多符咒，新的谜题开放。便携式晶体折射器允许玩家设置光控开关。箱子可使玩家跳上或者放置某处阻挡自动机。风扇可使玩家飞起，降落到地图上的特定位置。解开更多谜题之后，玩家可获得记录自身行动的设备，以重放这些行为和地图上的物品互动。
玩家在地图中的行进会被各种门阻挡，它们需要以符咒开启。收集了足够的符咒之后玩家需要完成一个“平鋪拼圖問題”以解锁新的世界。使用不同的解开谜题的方法，玩家可获得星章，星章可解锁更多谜题。游戏的世界结构是一个中心区域连接着3个不同世界，玩家可以选择暂停这个，而去解决其它的谜题。玩家也可请求“信使”（和玩家差不多的机器人）的帮助，得到完成谜题的一些启示。
除了这些揭秘元素外，玩家可以自行探索开放环境，找到电脑终端，其包含更多故事和谜题，也可发现之前的探索者印刷在墙上的二维码，以及之前人类的录音带。

## 剧情
玩家，一个无名机器人在安详的花园中醒来。天空中自称埃洛希姆的神灵指导机器人探索祂所创造的世界，并解开一系列谜题，拿到一系列“符咒”，但警告机器人永远不可靠近地图中央的高塔。机器人在世界中待的时间越久，越发觉这个世界只是一系列虚拟现实，而它自身和在世界中遇到的其他机器人一样，是运作于计算机程序的人工智能（AI）。一些它遇到的AI是「信使」，无条件地服从埃洛希姆，在谜题中指导其他机器人。一些其他AI留下的讯息有着对此世界和埃洛希姆的不同看法，甚至有认为应当怀疑祂的话语，而分散在世界中的电脑程序“米尔顿图书馆界面”鼓励机器人违背埃洛希姆的命令。
电脑终端中记录了人类在最后时段留下的新闻报道和日记，由于全球变暖，永久冻土融化后释放致命病毒已经使他们濒临灭绝。一些研究人员和科学家共同合作，致力于存档所有人类文明的知识，给以后的种族发现。一名叫做 Alexandra Drennan 的研究人员开启了“延长生命周期”计划，她的目的是创造新的机器种族，具有强大的智慧和自由意志的新人类，但这需要漫长的发展，在人类灭绝之后才会完成。这个虚拟空间被用作新AI的实验场地，AI们用解决谜题展现智慧，同时需要违背神的命令以证明其自由意志。
当机器人解开了所有谜题，埃洛希姆会给它加入自己的机会，如果玩家同意，则机器人无法通过“独立性测试”，于是新的AI被生成，游戏重新开始。如果进入高塔里的一个秘密入口，则机器人会成为埃洛希姆的一个“信使”，以帮助后代的机器人。
而如果机器人违背埃洛希姆，进入并爬上高塔，会在临近楼顶遇到其他两位机器人，“牧羊人”（Shepherd）和“轮回”（Samsara），它们都违背了神，但无法作出自己的决定。牧羊人知晓“延长生命周期”计划的终极目的，会帮助玩家。轮回则会阻碍玩家，认为谜题的世界才是真实。机器人最终到达了高塔顶，在最后一个电脑终端面前，埃洛希姆会劝告玩家最后一次。终端中的米尔顿会建议将自己加入到机器人的系统中，带着所有的知识（所有人类的知识），这取决于玩家之前和米尔顿的互动程度。机器人最后更新的同时，虚拟世界被毁灭。AI随后在真实世界的机器人中醒来，踏入已没有人类的世界。

### 引用
1. ↑  Mc Shea, Tom. . GameSpot. 2014-06-11  [2014-12-05]. （原始内容存档于2022-04-16）.
2. ↑  Kubba, Sinan. . Joystiq. 2014-11-04  [2014-12-05]. （原始内容存档于2014-12-13）.
3. ↑  Matulef, Jeffrey. . Eurogamer. 2014-07-08  [2014-12-05]. （原始内容存档于2022-03-10）.
4. ↑  Ladavac, Alen. . VentureBeat.  與Heather Newman的访谈. 2014-11-04  [2014-12-05]. （原始内容存档于2022-04-16）.
5. ↑  Allin, Jack. . Adventure Gamers. 2014-06-12  [2014-12-05]. （原始内容存档于2022-03-10）.
6. ↑  Chalk, Andy. . PC Gamer. 2014-11-06  [2014-12-05]. （原始内容存档于2022-04-12）.
7. ↑  Croteam. . Devolver Digital. 2014-12-11.
8. ↑  Nakamura, Darren. . Destructoid. 2014-06-18  [2014-12-05]. （原始内容存档于2016-04-01）.
9. ↑  Mahardy, Mike. . IGN. 2014-11-03  [2014-12-05]. （原始内容存档于2022-04-12）.
10. ↑  Newman, Jared; Peckham, Matt. . 時代雜誌. 2014-06-16  [5 December 2014]. （原始内容存档于2022-04-16）.
11. ↑  Campbell, Spencer. . Hardcore Gamer. 2014-11-06  [2014-12-05]. （原始内容存档于2020-04-20）.